# IC 510
IC 510 ist eine Balken-Spiralgalaxie vom Hubble-Typ SBbc im Sternbild Hydra südlich der Ekliptik. Sie ist schätzungsweise 468 Millionen Lichtjahre von der Milchstraße entfernt und hat einen Durchmesser von etwa 160.000 Lichtjahren.
Im selben Himmelsareal befinden sich u. a. die Galaxien NGC 2615, NGC 2616, IC 514, IC 515.
Das Objekt wurde am 20. März 1893 vom französischen Astronomen Stéphane Javelle entdeckt.